# Kurovický lom
Kurovický lom je přírodní památka, jež se nachází 1,5 km jižně od obce Kurovice v okrese Kroměříž ve Zlínském kraji, západně od kóty Křemenná (315 m n. m.). Nadmořská výška tohoto území se pohybuje v rozmezí 260 a 269 metrů. Lokalita je situovaná v severozápadní části Vizovické vrchoviny.

## Zřízení přírodní památky
Zřízena byla Okresním úřadem Kroměříž ze dne 1. dubna 1999 na celkové výměře 15,5 ha v katastrálním území Kurovice na pozemcích Českomoravského cementu a. s. Účelem vyhlášení přírodní památky je ochrana geologické a paleontologické lokality mezinárodního významu a ochrana lokality s výskytem zvláště chráněných druhů obojživelníků a plazů.

## Těžba vápence
Vápencovité usazeniny kurovického bradla se začaly těžit před rokem 1840. Jako surovina se zde těžil jílovitý vápenec a slínovec světlešedé až nazelenalé barvy. Unikátní je přítomnost hranice jury a křídy. Lokalita je navíc pozoruhodná i jako naleziště fosílií, zejména „aptychů“. Aptychy jsou vápenaté destičky, které měly nejspíše funkci víčka uzavírajícího obývací komůrku prehistorických měkkýšů amonitů, při úplném zatažení živočicha do schránky. V posledních deselitetích před definitivním ukončením těžby už byly práce v lomu několikrát pozastaveny a následně znovu obnoveny. Od poloviny 80. let 20. století se dobývání horniny soustředilo do hlubší jámové etáže. V roce 1997 byla již těžba značně utlumena.

## Ochrana přírody
Dříve odtěžené plochy v jihozápadní části byly již v minulosti zavezeny hlušinou a ponechány samovolnému vývoji. Dnes mají tyto partie charakter přechodné lesostepi. Na prudších svazích je suť, na které se postupně uchycuje vegetace. Rovné a méně strmé plochy jsou již zarostlé dřevinami, mezi kterými převažují akáty a břízy. Po odtěžení suroviny vznikla rozsáhlá prohlubeň, která se začala naplňovat velmi čistou průsakovou vodou. V menší míře bylo vznikající jezero napájeno i splachovými vodami z okolní krajiny. V roce 2002 byly ve vzdálenosti 20–50 metrů od jezera vyhloubeny čtyři tůně, které měly zajistit zdárný vývoj larev obojživelníků, jenž byl v jezeře ohrožen vysazením okounů.
Nejvýznamnější druhy obojživelníků jsou čolek velký (Triturus cristatus), kuňka obecná (Bombina bombina), čolek obecný (Lissotriton vulgaris) a Rropucha zelená (Bufotes viridis). Chráněnou rosničku zelenou (Hyla arborea) lze často zastihnout i dál od vody. Z plazů jsou významné populace slepýše křehkého (Anguis fragilis) a ještěrky obecné (Lacerta agilis), je možné zahlédnout i vyhřívající se užovku obojkovou (Natrix natrix). Množství úkrytů a potravy nalézají obojživelníci a plazi na upravených výsypkách a suťových polích, vznikajících rozpadem lomových stěn. Současně jsou hnízdním prostředím prostředím konipase bílého (Motacilla alba), rehka domácího (Phoenicurus ochruros) a střízlíka obecného (Troglodytes troglodytes). Poměrně bohatá flóra území je tvořena převážně obecnými druhy této oblasti. Na složení flóry se podílejí jak rumištní společenstva jako je čekanka obecná (Cichorium intybus), mrkev obecná (Daucus carota), hadivec obecný, komonice bílá (Melilotus albus), komonice lékařská (Melilotus officinalis), tak druhy luk, pastvin a travnatých mezí, mezi které patří kopretina bílá (Leucanthemum vulgare), řebíček obecný, kakost luční (Geranium pratense), štírovník růžkatý (Lotus corniculatus), chrpa luční (Centaurea jacea), jetel luční (Trifolium pratense), kozí brada východní (Tragopogon orientalis), černohlávek obecný (Prunella vulgaris), zvonek rozkladitý (Campanula patula) a jiné. Významnými druhy otevřených ploch jsou vrba rozmarinolistá (Salix rosmarinifolia) a hořec křížatý (Gentiana cruciata). V podrostu lesa si můžeme všimnout zástupců lesních druhů jako křivatec žlutý (Gagea lutea), kokořík mnohokvětý (Polygonatum multiflorum), sasanka hajní (Anemonoides nemorosa), počátkem léta je možné naleznout vzácnou lilii zlatohlavou (Lilium martagon) a kruštík polabský (Epipactis albensis). Na okrajích cest v tomto období vykvétá sadec konopáč (Eupatorium cannabinum), na kterém je možno pozorovat najednou i více druhů motýlů, jako třeba otakárka fenyklového (Papilio machaon), otakárka ovocného (Iphiclides podalirius), ohniváčka černočárného (Lycaena dispar) či přástevníka kostivalového (Euplagia quadripunctaria).
Zatím nepříliš prozkoumanou skupinou živočichů je hmyz. Vyskytují se zde svižníci (Cicindelinae), majka obecná (Meloe proscarabaeus), poměrně vzácný střevlíček lunoskvrnný (Callistus lunatus) a na starých vrbách jívách žijící vzácný krasec Scintillatrix dives[zdroj⁠?!]. Pozoruhodný je hojný výskyt sarančí modrokřídlých (Oedipoda caerulescens), která se vyskytují jen v nejteplejších oblastech České republiky. V roce 2005 byla lokalita Kurovický lom zařazena jako evropský významná lokalita do evropského seznamu soustavy Natura 2000.
V Kurovickém lomu probíhá každoročně jednodenní ekologický outdoorový Festival pro čolka. Festival nabízí nabitý program plný přírody, vzdělávání i adrenalinu. Návštěvníci festivalu mají možnost seznámit se s faunou i florou lomu a vyzkoušet si nejrůznější aktivity spojené s ochranou přírody.